# Maltese Falcon
The Maltese Falcon (укр. Мальтійський сокіл) — вітрильна яхта, збудована компанією Pleon Limited (Тортола, Британські Віргінські острови) на італійській верфі Perini Navi в передмісті Стамбула Тузлі. Люкс-кліпер був замовлений і куплений американським інвестором Томом Перкінсом. При довжині 80 м є однією з найбільших приватних вітрильних яхт у світі. Збудована на верфі Royal Huisman яхта Athena трохи менша неї, а яхта Eos верфі Lürssen — трохи більша. В 2009 році судно було продано грецькій фінансистці Єлені Амброзіаду.

## Провенанс
Яхта була побудована за запропонованою в 1960-ті роки німецьким інженером Вільгельмом Прельссом концепцією Dynaship, яка передбачала використовування вантажних вітрильних суден з мінімальною командою. Судно несе 15 прямих вітрил (по п'ять на кожній щоглі), прибираних всередину щогли. За допомогою напрямних на реях вони можуть бути повністю підняті за шість хвилин.
Три щогли з вуглеволокна, встановлені без використання стоячого такелажу, можуть повертатися на 180 градусів. Щогли збиралися в Стамбулі компанією, що фінансується Перкінсом, на верфі «Yildiz Gemi» (з тур. «Зоряний корабель»), що належить Perini Navi, під авторським наглядом британської компанії «Insensys» і нідерландської «Gerard Dijkstra & Partners», що відповідала за розробку інтер'єру. Деякі елементи конструкції були розроблені компанією Ken Freivokh Design. «Maltese Falcon» став третьою яхтою, побудованою Perini Navi для Перкінса.
Яхта легко управляється і здатна відходити від причальної стінки і зніматися з якоря під вітрилом. Складна комп'ютерна система управління яхтою автоматично вимірює і враховує такі параметри, як швидкість вітру, і видає розрахункові показання. Стерновий повинен докладати зусилля до органів управління, проте яхта може управлятися всього однією людиною. У радіоінтерв'ю Бі-бі-сі у грудні 2007 року Перкінс заявив, що особисто написав деякі коди для керувального комп'ютера яхти.
На «Maltese Falcon» встановлені два дизельних двигуни Deutz потужністю 1800 к. с. при 1800 об/хв, що дозволяють яхті розвивати швидкість до 20 вузлів з мінімальним нетурбулентним кільватерним слідом при відсутності вібрацій і шуму.
Яхта має постійний екіпаж з 18 осіб для експлуатації бортового обладнання (включаючи вітрильне озброєння) і обслуговування «готелю» на борту на 12 гостей і чотирьох осіб їхньої обслуги. На борту постійно працює шеф-кухар і команда стюардів.
У 2006 році «Maltese Falcon» зареєстрований у Валлетті, Мальта. Ходові випробування яхти проходили в Мармуровому морі і закінчилися в протоці Босфор 12 червня 2006 року. У липні 2006 року яхта здійснила перший рейс з Туреччини в Італію через Мальту. У даний час «Maltese Falcon» пропонується для чартеру за ціною 400–420 тисяч євро на тиждень без урахування витрат.
У 2006 році «Maltese Falcon» був виставлений на продаж на сайті Yachtworld.com за 99 мільйонів євро, згодом ціна збільшилася до 115 мільйонів євро. Пробіг двигунів становив 1890 мотогодин. Перкінс продав яхту в липні 2009 року за 60 мільйонів фунтів стерлінгів.
За заявою Perini Navi, компанія розробляє нового «Мальтійського сокола» з таким же обертовим вітрильним озброєнням. Нова 102-метрова яхта буде більше, швидше і краще.

## DynaRig

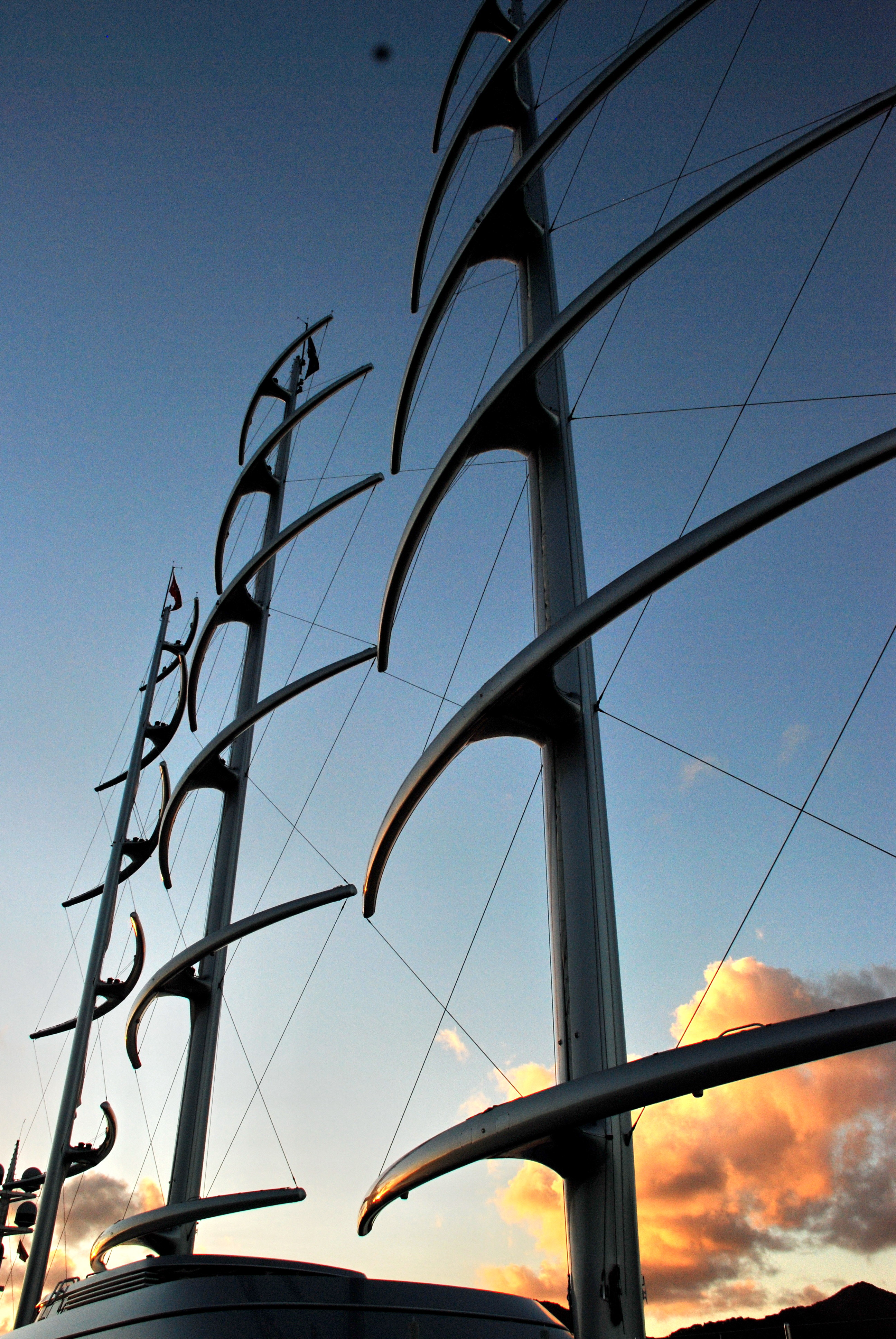
Щогли Maltese Falcon

За проектування і виробництво системи вітрильного озброєння DynaRig відповідав Деймон Робертс з компанії Insensys. Проектування, випробування і виробництво системи зайняло три роки. Всі компоненти системи були складені і протестовані, щоб переконатися, що комп'ютерні розрахунки вірні, і система витримає реальне плавання.
Розробка системи Dynarig обійшлася в 80 мільйонів доларів. Принцип її роботи заснований на роботах Вільгельма Проельсса, який збирався використовувати подібні системи як додатковий рушій для кораблів.
DynaRig являє собою пряме вітрило на вільно поставлених (без стоячого такелажу) щоглах з жорстко закріпленими реями. Кожна щогла має шість рей. На відміну від традиційної конструкції, реї мають ухил у 12 %. Вітрила піднімаються між реями без зазорів, утворюючи єдину поверхню, що дозволяє кожній щоглі працювати як одне вітрило. При збиранні вітрила згортаються всередину щогли. Управління вітрилом за вітром здійснюється поворотом всієї щогли навколо вертикальної осі. За відсутності такелажу реї не мають обмежень по повороту, що, в поєднанні з вигнутою формою рей, відсутністю зазорів і єдиною поверхнею вітрила забезпечує перевагу в аеродинаміці порівняно з традиційними прямими вітрилами.
Щогли мають висоту близько 8 м від площини нижньої вальниці. Конструкція DynaRig має подовжений симетричний профіль (для зниження аеродинамічного опору). Вітрила можуть бути розвернуті в любу сторону, тому щогла обертається відносно палуби і кільової вальниці.
Компанія Insensys також встановила оптоволоконну систему моніторингу навантажень на щогли, щоб при ходінні під вітрилом вони не піддавалися надмірним навантаженням. Датчики системи імплантуються в матеріал щогл при виробництві. Система відстежує навантаження в режимі реального часу і передає інформацію на місток.

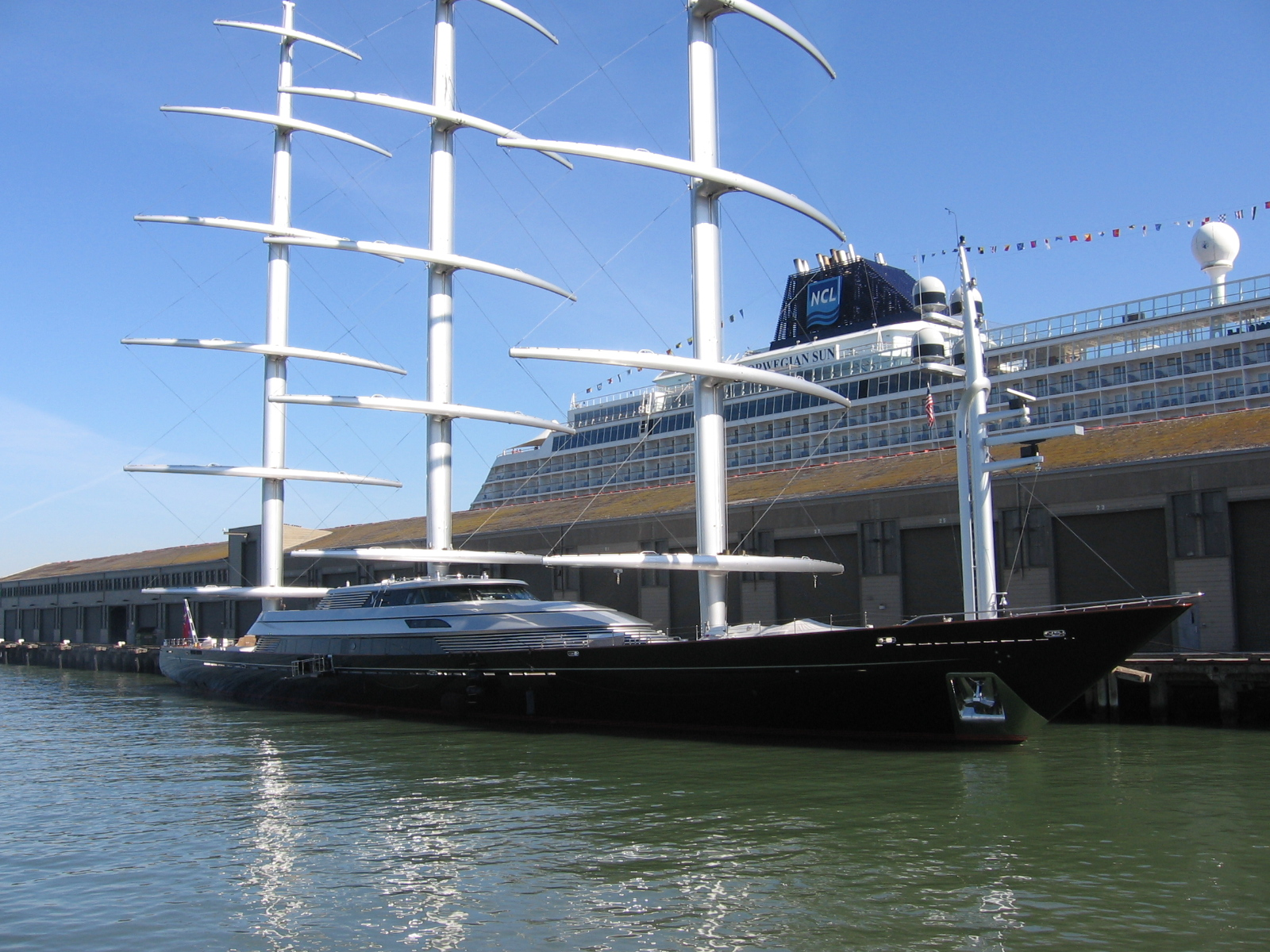
Maltese Falcon пришвартований біля пірса 35 в Сан-Франциско